# Belo Horizonte nemzetközi repülőtér
A Belo Horizonte nemzetközi repülőtér (portugál nyelven: Aeroporto Internacional Belo Horizonte/Confins–Tancredo Neves egy nemzetközi repülőtér (IATA: CNF, ICAO: SBCF) Brazíliában, Belo Horizonte közelében. Éves utasforgalma 9 428 651 fő (2022).

## Kifutópályák
A repülőtér futópályái:
- 16/34 (3000 m, 45 m, aszfalt)

## Forgalom
Az utasforgalom az elmúlt években az alábbi módon változott:
| Utasok száma | 683 585 | 407 800 | 2 776 121 | 4 265 198 | 7 339 732 | 10 557 461 | 11 164 243 | 10 073 928 | 4 774 558 | 9 428 651 |
|              | 2000    | 2002    | 2005      | 2007      | 2010      | 2012       | 2015       | 2017       | 2020      | 2022      |

## Légitársaságok és úticélok
2025-ben a Belo Horizonte nemzetközi repülőtérről az alábbi járatok indulnak (Utoljára frissítve: 2025-02-18):

### Személy
| Légitársaság            | Célállomások |
| ----------------------- | --- |
| Azul Brazilian Airlines | Aracaju, Araxá, Barreiras, Belém, Brasília, Cabo Frio (vége 2025 március 9), Caldas Novas, Campina Grande, Campinas, Carajás, Cuiabá, Curaçao, Curitiba, Florianópolis, Fortaleza, Fort Lauderdale, Foz do Iguaçu, Goiânia, Governador Valadares, Guanambi, Ilhéus, Imperatriz, Ipatinga, Jericoacoara, João Pessoa, Maceió, Manaus, Marabá, Montes Claros, Natal, Navegantes, Orlando, Palmas, Parnaíba (vége 2025 március 9.), Patos de Minas, Porto Alegre, Porto Seguro, Porto Velho, Recife, Ribeirão Preto, Rio Branco, Rio de Janeiro–Galeão, Rio de Janeiro–Santos Dumont, Salvador da Bahia, São José do Rio Preto, São Luís, São Paulo–Congonhas, São Paulo–Guarulhos, Sorriso, Teresina, Uberaba, Uberlândia, Una-Comandatuba, Vitória, Vitória da Conquista Szezonális: San Carlos de Bariloche (kezdődik 2025 június 25-től), Santarém[forrás?] |
| Azul Conecta            | Divinópolis, Linhares, Manhuaçu, Paracatu, Rio de Janeiro–Jacarepaguá, Salinas, Teófilo Otoni, Varginha |
| Copa Airlines           | Panama City–Tocumen |
| Gol Linhas Aéreas       | Brasília, Buenos Aires–Aeroparque (kezdődik 2025 április 2-től), Carajás, Maceió, Porto Seguro, Rio de Janeiro–Galeão, Salvador da Bahia, São Paulo–Congonhas, São Paulo–Guarulhos Szezonális: Fortaleza,[forrás?] São Luís[forrás?] |
| LATAM Brasil            | Brasília, São Paulo–Congonhas, São Paulo–Guarulhos Szezonális: Fortaleza[forrás?] |
| LATAM Chile             | Santiago de Chile |
| Sky Airline             | Szezonális: Santiago de Chile[forrás?] |
| TAP Air Portugal        | Lisszabon |

### Cargo
| Légitársaság        | Célállomások                             |
| ------------------- | ---------------------------------------- |
| LATAM Cargo Brasil  | Campinas, Fortaleza, Miami               |
| Total Linhas Aéreas | Fortaleza, Salvador, São Paulo-Guarulhos |